# Klooster Ingelmunster

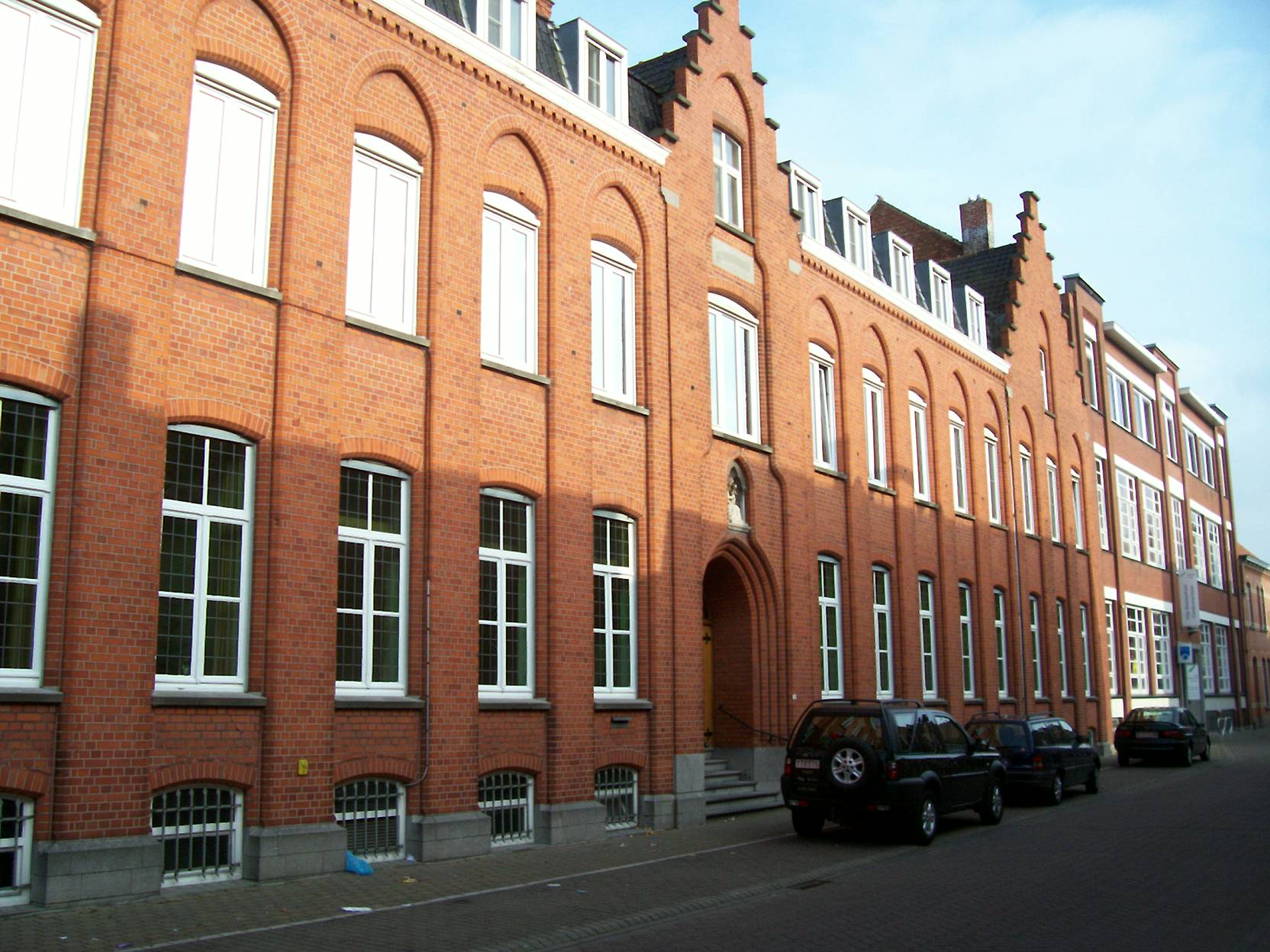
Het klooster van ingelmunster

Het klooster van Ingelmunster  in West-Vlaanderen werd gesticht in 1769 door Pieter Jacobus Dufort. Dit klooster behoort tot de Zusters van Maria. Het bevindt zich in de Schoolstraat tussen de secundaire school Prizma Middenschool Ingelmunster en de vrije basisschool.

## Geschiedenis
Pastoor Pieter Jacobus Dufort sticht op 2 juli 1769 het klooster met als tweevoudig doel: de arme kinderen helpen bij hun studie en de hulpbehoevenden van de parochie bij te staan. De eerste twee kloosterlingen die in het door de pastoor aangekochte huis gaan wonen zijn Francisca Goethals en Isabella Catulle.
In 1772 wordt pastoor Dufort tot kanunnik benoemd van de Onze-Lieve-Vrouwekathedraal van Doornik. Hij blijft wel zijn religieuze gemeenschap materieel en geestelijk steunen. In ditzelfde jaar wordt de stichting aanvaard door keizerin Maria-Theresia.
De twee zusters doen in 1774 hun religieuze professie en de ‘vergaderinge’ wordt erkend als congregatie van diocesaan recht.
De stichter van de gemeenschap overlijdt in 1782 te Doornik. Dit belet echter niet dat het klooster blijft groeien. De stichting overleeft de Franse bezetting en het Hollands bewind.
In 1864 dreigen de Zusters van Maria alle goederen die ze gebruiken ten behoeve van het armenonderwijs te verliezen. Vijftien jaar later worden ze uit het klooster verdreven. Pastoor Deleu bemiddelt en dankzij een schenking van de graaf en barones de Montblanc vindt de stichting een nieuwe locatie. Na deze moeilijke jaren bloeit het kloosterleven te Ingelmunster terug op;
De Zusters van de H. Vincentius van Dadizele sluiten zich in 1927 aan bij de congregatie. Later volgen nog drie zustergemeenschappen dit voorbeeld: de Zusters van de H. Vincentius van Merkem, de Zusters van de H. Vincentius van Sint-Eloois-Winkel en de Zusters van Liefde van Izegem.
Ondertussen trekken de eerste zusters als missionarissen naar Congo. Daar stichten ze een hospitaal en een school. In 1957 starten ze daar met een noviciaat voor inlandse zusters.
In 2007 worden de eerste stappen gezet voor een missionarispost in Vietnam.

## Gemeenschappen

### België
- Ingelmunster - hoofdklooster, Schoolstraat
- Ingelmunster - H. Consciencestraat
- Ingelmunster - Weststraat
- Sint Michiels - Sint Arnolduslaan
- Sint Michiels - Koningin Astridlaan
- Izegem - Sjaloom, Ommegangstraat
- Izegem - Roeselarestraat
- Sint Elooiswinkel
- Dadizele
- Nieuwpoort
- Kortrijk
- Merkem

### Regio Congo
- Katindo
- Het centraal huis in Chem Chem
- Karibu I
- Karibu II
- Drodro
- Fataki
- Vida
- Laybo
- Kisantu
- Bunia
- Aba

### Elders
- Vietnam